# アニスと不機嫌な魔法使い
『アニスと不機嫌な魔法使い』（アニスとふきげんなまほうつかい）は、花房牧生による日本のライトノベル。イラストは植田亮が担当。第1回ノベルジャパン大賞奨励賞受賞作（受賞時のタイトルは「アニス」）。HJ文庫（ホビージャパン）より2008年7月から2009年8月まで刊行された。

## ストーリー
ドルファの町にある孤児院で育ったアニスは、高名な魔法使いシド・マスターの養女として引き取られることになった。アニスは新居に到着するまでシドは初老の男性だとばかり思い込んでいたが実際に対面してみると、シドは自分とほとんど年齢が変わらなさそうな少年の姿をしていた。
こうしてアニスは養父であるシドと暮らし始めるが、塔の外では「不死者」の二つ名を持つ魔導師セイ・ノーマンが膨大な魔力を秘めたアニスの血を狙って策謀を巡らせていた。

## 登場人物
アニス
ドルファの町で孤児として育てられた赤毛の少女。シド・マスターに養女として引き取られるが、常にぶっきらぼうで特に父親扱いされることを嫌うシドとの間で口論が絶えない。夢想癖が人一倍強く、自分の世界へ心が飛んでしまうこともしばしばある。
本人は全く自覚していなかったがその血には既に途絶えていると思われていた竜を呼ぶ力を秘めており、その力を得ようとする魔導師たちから狙われ続けている。もっとも、アニス自身は魔法の基礎知識を有していないためそのことを理由に自分を「お荷物」扱いするシドへの反発から独学で塔の文献を読みながら魔法を勉強している。
シド・マスター
「最速の魔導師」の二つ名を持つ高名な魔法使いで、アニスの養父。大陸の三箇所を不定期で転移する塔に住んでいる。本名はシド・カルツォークであるが、ごく一部の親しい者以外はその名前を知らされていない。
遥か昔に王国を二分した双子王戦争で侵略軍をほとんど1人で壊滅状態に追い込んだと噂されているが、その頃に不老の呪いを掛けられたため少年の姿をしている。そのため、呪いを受ける原因を作った父親を憎んでおり、アニスの養父となってからも「父親」扱いされることに対しては特に不快感を露わにする。
ビアンカ
シドの塔に出入りしている蓮っ葉な魔法使いの少女。変身魔法が得意で、特にアヒルの姿に化けることを好む。その正体は、シドと双璧をなす魔導師として名高い「風使いの魔女」ジュリ・メイガスであるが、シドとの申し合わせにより普段は仮の姿・ビアンカで通している。
ジーク
シドに雇われて塔の用心棒と翼竜・ノアの世話をしている剣士の青年。実家は剣道場で、家を出るまでは3人の姉たちに頭が上がらない状態であった。
シスター・ポーラ
アニスが育てられた孤児院の院長を務める初老の女性。アニスの身に危機が迫っていることを悟り、シドに養女としてアニスを託した。
セイ・ノーマン
「不死者」の二つ名を持つ魔導師。ネクロマンシーに精通しており、自身も死体に憑依して生き長らえているため憑依した体が古くなるたびに新しい死体と取り換え続けている。そのため、定まった姿を持たないことでも知られている。
アニスの血に膨大な魔力が秘められていることを嗅ぎ付け、シスターの資格を得るための試験を受けに来ていたアニスと接触していた。ところが、アニスが試験に落第して間もなくシドの養女となったため、塔を降りて街へ買い物に来ていたアニスをドラゴンゾンビに襲撃させる。
クールデール卿
シドへの反発から魔法の修行を重ねていたアニスに異世界から語りかけ、召喚されたヘビ状の白竜。竜の中では小型に属するが、膨大な知識を有しておりシドに代わってアニスに召喚術を指導する。気むずかしい性格で、召喚主であるアニス以外の命令には従わない。ドングリが好物。
マリエル・ヴェルダ
表舞台に姿を現さない謎の人物として知られるラドゥク公に代わって領土を治めているユージェス・ヴェルダ代理公の長女。素行不良のため女学校を退学となり、実家に戻って来ている。客人として招かれたアニスに対しても無視を決め込んでいたが、秘かに書き綴っていた（と同時に、女学校で嘲笑の的となり素行不良に陥らせた原因でもある）恋愛小説「イーデンの薔薇」をアニスに絶賛されたことから意気投合し、交換日記のやり取りをする仲となる。

## 既刊一覧
- 花房牧生（著）・植田亮（イラスト） 『アニスと不機嫌な魔法使い』 ホビージャパン〈HJ文庫〉、全4巻
  1. 2008年7月1日初版発行（同日発売[1]）、ISBN 978-4-89425-704-7
  2. 2008年12月1日初版発行（同日発売[2]）、ISBN 978-4-89425-795-5
  3. 2009年3月1日初版発行（同日発売[3]）、ISBN 978-4-89425-848-8
  4. 2009年8月1日初版発行（同日発売[4]）、ISBN 978-4-89425-918-8